# Římskokatolická farnost Rychnov u Děčína
Římskokatolická farnost Rychnov u Děčína (lat. Reichenna) je církevní správní jednotka sdružující římské katolíky na území městské části Rychnov a v jejím okolí. Organizačně spadá do děčínského vikariátu, který je jedním z 10 vikariátů litoměřické diecéze.

## Historie farnosti
Již v roce 1384 byla v lokalitě plebánie. Po roce 1621 se stala filiálkou k verneřické farnosti. Matriky jsou vedeny od roku 1784. V roce 1787 byla kanonicky obnovena farnost.

### Duchovní správcové vedoucí farnost
Začátek působnosti jmenovaného v duchovní správě farnosti od:
- 1787 Joann. Wenc. Karas, † 16. 1. 1819
- 1799 Anton. Kumpf, † 2. 6. 1814
- 1802 par. vacat
- 1802 Ioann. Güssmann, n. 6. 5. 1757 Schwintschicens, o. 21. 12. 1781
- 1809 Anton. Günther, n. 11.11. 1767 Georgenthal., o. 26. 7. 1791, † 21. 5. 1830
- 1815 Anton. John, n. 24. 9. 1781 Tinschtens., o. 9. 9. 1804, † 10. 5. 1846
- 1819 August. Griesel, n. 5. 9. 1780 Eidlitz, o. 8. 9. 1804, † 24. 12. 1857
- 1830 Car. Tschernikl, n. 22. 5. 1784 Böhmischzlatnik, o. 31. 8. 1807, † 14. 6. 1852
- 1836 Franc. Rosenlacher, n. 22. 2. 1792 Bachletens., o. 15. 1816, † 18. 7. 1861
- 1854 chybí katalog
- 1855 Franc. Partel, n. 3.5. 1805 Tronic., o. 4. 8. 1830, † 18. 5. 1882
- 1870 Daniel. Miersch, n. 30. 9. 1815 Seestadt, o. 29. 7. 1842, † 27. 7. 1888
- 1876 par. vacat, admin. int. Franc. Ludwig
- 1877 Franc. Ludwig, n. 2. 12. 1833 Trebnitz, o. 26. 7. 1858, † 15. 5. 1909
- 1884 Car. Ducke, n. 24. 9. 1846 Tacha, o. 23. 7. 1870, † 6. 12. 1897
- 1894 Car. Reiter, n. 8. 6. 1859 Mn. Hradiště, o. 24. 8. 1882, † 30. 12. 1932
- 1896 Car. Hassmann, n. 8. 11. 1857 Neoboleslav., o. 24. 8. 1882, † 20. 6. 1932
- 1931 par. vacat, admin. exc. Ferd. Mach
- 1932 Ernest. John, n. 5. 1. 1901 Neschwitz, o. 28. 6. 1925, † 11. 3. 1983
- 1. 1. 1941 par. vacat, admin. int. Friedrich Klupak
- 1946 par. vacat, admin. Car. Müller
- 1. 11. 1951 par. vacat, admin. Ignác Stodůlka
- 1. 3. 1954 par. vacat, admin. Karel Petržílek
- 20. 9. 1955 par. vacat, admin. Rudolf Hevera
- 25. 2. 1956 par. vacat, admin. Ondřej Korvas CSsR
- 1. 7. 1956 par. vacat, admin. Jiří Kabát
- 1. 8. 1957 par. vacat, admin. Vojtěch Noll
- 1. 9. 1960 par. vacat, admin. Jan Hodinář
- 1. 8. 1971 par. vacat, admin. Miroslav Frank
- 1. 6. 1985 par. vacat, admin. Jan Bláha
- 1. 8. 1985 par. vacat, admin. Richard Kavan
- 1. 7. 1986 par. vacat, admin. Jan Bláha
- 1. 7. 1990 par. vacat, admin. Pavel Zach
- 1. 4. 1991 par. vacat, admin. Jaroslav Gajdošík
- 1. 10. 1992 par. vacat, admin. Jiří Sucharda
- 1. 8. 1998 par. vacat, admin. Štefan Pilarčík
- 1. 7. 2001 par. vacat Bohuslav Bártek, admin. exc. z Benešova nad Ploučnicí
- 1. 7. 2006 par. vacat František Segeťa, admin. exc. in spiritualibus ze Srbské Kamenice
  - 1. 7. 2006 Mgr. Marcel Hrubý, admin. exc. in materialibus ze Srbské Kamenice
- 1. 4. 2016 par. vacat Jozef Kujan SDB, admin. exc. in spiritualibus z Jiříkova[3]

Kromě kněží stojících v čele farnosti, působili ve farnosti v průběhu její historie i jiní kněží. Většinou pracovali jako farní vikáři, kaplani, katecheté, výpomocní duchovní aj.

## Území farnosti
Do farnosti náleží území obce:
- Blankartice (Blankersdorf[p 2])
- Malé Stínky[5] (Klein Zinken[p 2])
- Příbram (Biebersdorf[p 2])
- Rychnov (Reichen[p 2])
- Velké Stínky[6] (Gross Zinken[p 2])

## Římskokatolické sakrální stavby na území farnosti
| Stavba | Místo          | Bohoslužba     | Zeměpisné souřadnice             | Status               |                |                |
| Zaniklý kostel | Zaniklý kostel | Zaniklý kostel | Zaniklý kostel                   | Zaniklý kostel       | Zaniklý kostel | Zaniklý kostel |
| --- | -------------- | -------------- | -------------------------------- | -------------------- | -------------- | -------------- |
| Kostel sv. Bartoloměje | Rychnov        | nelze sloužit  | 50°41′14″ s. š., 14°15′43″ v. d. | zbořený farní kostel |                |                |
| Některé drobné sakrální stavby a pamětihodnosti lze dohledat zde v databázi Drobné sakrální památky Zaniklé sakrální stavby lze dohledat zde v databázi Poškozené a zničené kostely, kaple a synagogy v České republice |                |                |                                  |                      |                |                |

Ve farnosti se mohou nacházet i další drobné sakrální stavby, místa římskokatolického kultu a pamětihodnosti, které neobsahuje tato tabulka.

## Příslušnost k farnímu obvodu
Z důvodu efektivity duchovní správy byl vytvořen farní obvod (kolatura) farnosti Srbská Kamenice, jehož součástí je i farnost Rychnov u Děčína, která je tak spravována excurrendo. Přehled těchto kolatur je v tabulce farních obvodů děčínského vikariátu.